# Шосе DR-1 (Домініканська Республіка)
Шосе DR-1 — автомагістраль із двома проїжджими частинами, яка є частиною п'яти національних автошляхів Домініканської Республіки. DR-1 забезпечує швидке сполучення між Санто-Домінго, столицею на південному узбережжі, і другим містом Сантьяго та рештою північного регіону Сібао, одного з головних регіонів країни.
Південний кінець DR-1 — це Expreso John F Kennedy знаходиться у місті Санто-Домінго. Шосе виходить із Великого Санто-Домінго як Autopista Juan Pablo Duarte, а після досягнення середньої точки, Сантьяго, змінює назву на Autopista Joaquín Balaguer.
DR-1 є найстарішою та однією з найефективніших автошляхів у країні. Будівництво першої частини дороги від Санто-Домінго до Сантьяго почалося в 1917 році і було завершено в 1922 році. Будівництво подвійної проїжджої частини почалося під час правління Хоакіна Балагера і було завершено за Леонеля Фернандеса в 1997 році. З того часу ремонт і модернізація тривають, і багато майбутніх, як-от Віадук від Лос-Алькаррізос до Національного району, знаходяться на стадії будівництва.

## Опис маршруту
Від південного кінця в Національному окрузі (Санто-Домінго) до північного в Монте-Крісті на домінікансько-гаїтянському кордоні шосе змінює назви, а якість дещо погіршується далі від Санто-Домінго. DR-1 з'єднує Санто-Домінго з регіоном Сібао, відомим своєю родючою долиною, яка забезпечує більшу частину експорту сільськогосподарської продукції країни. DR-1 також з'єднує Санто-Домінго з другим за величиною містом Домініканської Республіки Сантьяго-де-лос-Кабальєрос.